# Samos
Samos (en griego: Σάμος, Sámos) es una isla de Grecia perteneciente al grupo de las islas Espóradas Orientales. Está localizada en aguas del mar Egeo, muy próxima a la costa de Asia menor, al sur de la isla de Quíos y al norte de la isla de Patmos y del archipiélago del Dodecaneso. En 2011 contaba con una población de 32 977 habitantes.
La isla tiene una superficie de 477,39 km², con 43 km de longitud  y 13 de ancho, y la recorren ásperos relieves montañosos (la altura máxima es el monte Kerkis, de 1 434 m). A lo largo de las costas, en general escarpadas y poco seguidas, se abren llanuras. La isla está separada de la costa de Anatolia y del cabo Mícala por un estrecho de apenas 1,6 km, llamado estrecho de Mícala. Administrativamente, conforma la unidad periférica de Samos dentro de la República Helénica.

## Geografía

### Localización
Desde el Pleistoceno, la isla está separada de la costa de Anatolia por el estrecho de Mícala, cuya distancia mínima de 1,6 km convierte a Samos en la isla griega más próxima a Turquía. 

### Relieve
Su estructura es calcárea, con rocas metamórficas y esquistos, y presenta dos grupos montañosos: el Kerkis (1437 m) y el Ampelos (1137 m). Cerca de la costa, los montes son más suaves, con vegetación mediterránea.
Es una isla de origen volcánico. Las dos montañas mencionadas son dos estratovolcanes. También se encuentra restos de pequeños conos volcánicos y domos.

## Historia

### Edad Antigua
La isla estuvo poblada desde el Neolítico y recibió, por turno, a los carios, léleges, y desde el siglo X a. C., los jonios llegados de Epidauro. Era una de las doce ciudades que formaban la Dodecapolis jónica junto con Quíos, Clazómenas, Colofón, Éfeso, Eritras, Lebedos, Mileto, Miunte, Focea, Priene y Teos.
Los densos bosques proporcionaban una madera excelente para la construcción de embarcaciones.
La isla era rica en olivares y viñedos. El vino de Samos no era, sin embargo, en opinión del geógrafo Estrabón, de la mejor calidad.
Se atribuye a Coleo de Samos, que habría vivido a mediados del siglo VII a. C., la hazaña de haber atravesado las columnas de Hércules y regresar cargado de riquezas procedentes de Tartessos. Realizó a continuación en el templo de Hera la ofrenda de una gran cratera de bronce que estaba sostenida por un pedestal que representaba tres colosos de bronce arrodillados de unas dimensiones de siete codos (más de tres metros).
En la segunda mitad del siglo VI a. C., Samos conoció una era de prosperidad económica y fueron emprendidos grandes trabajos bajo el fastuoso reinado de su tirano Polícrates (r. 540-522 a. C.). Supo imponer su hegemonía al archipiélago y hacer de la ciudad el más poderoso Estado marítimo del mar Egeo.

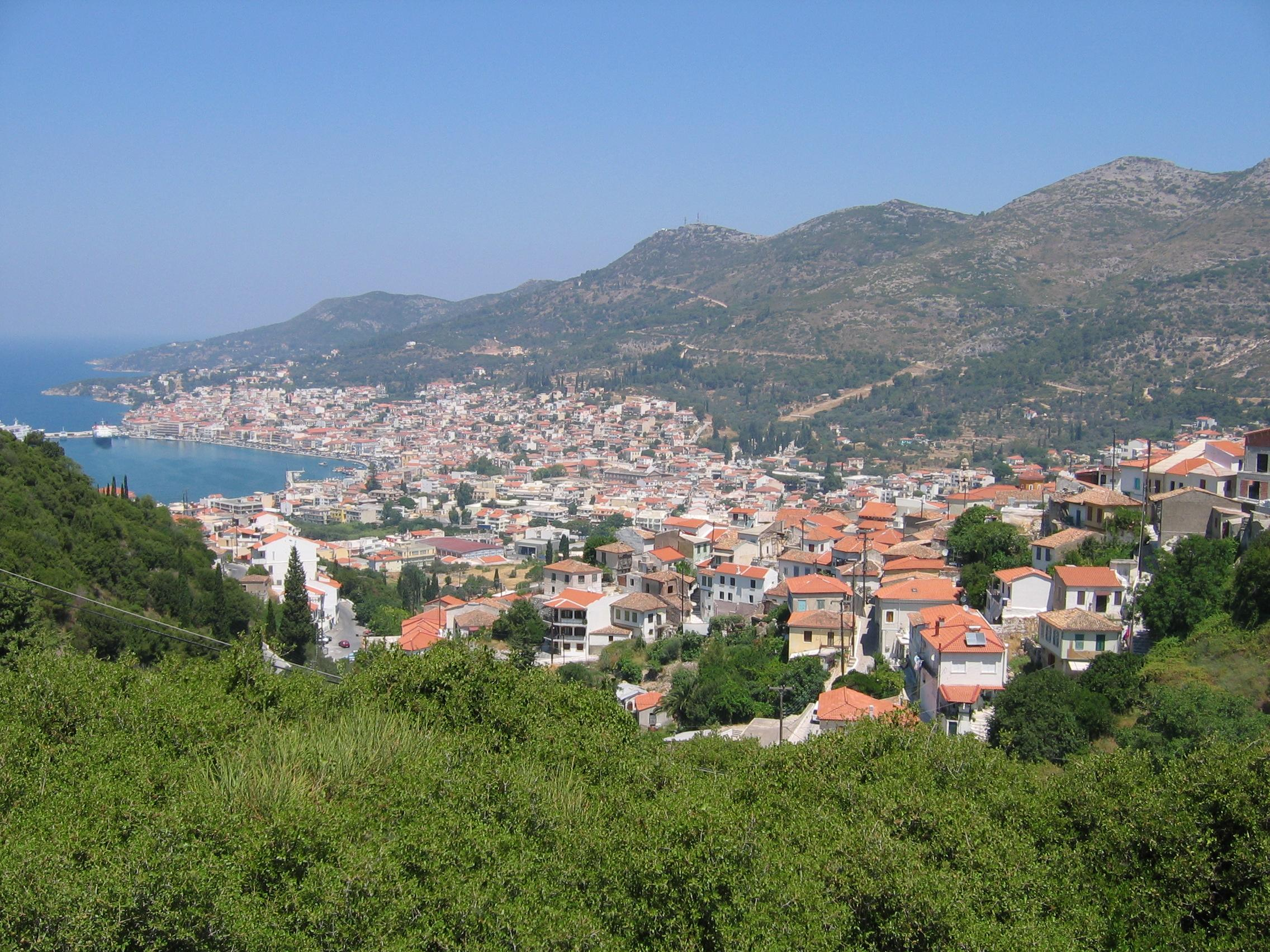
Ciudad de Samos.

Polícrates tomó el poder con sus dos hermanos después de una fiesta en honor de la diosa Hera. Tras asesinar al primero, Pantagnoto, exilió al segundo, Silosonte. Se alió con el faraón Amasis (570-526 a. C.) y con el tirano de Naxos, Lígdamis, y saqueó las ciudades e islas jónicas, como Lesbos y Mileto. Después rompió la alianza con Egipto e hizo un acuerdo con el rey persa Cambises II (528-521 a. C.) Los exiliados se rebelaron y atacaron a Polícrates pero no consiguieron desalojarlo, por lo que se dirigieron a pedir ayuda a Esparta y a Corinto. Estos invadieron la isla y pusieron sitio a la ciudad durante cuarenta días, pero sin obtener la victoria, por lo que se retiraron. En tiempos de Polícrates se realizaron grandes construcciones en Samos: un gran templo dedicado a Hera, un palacio que fue reconstruido más tarde por el emperador romano Calígula (37-41) y el acueducto o túnel de Eupalino. Heródoto relata el fin de Polícrates: el sátrapa persa Oretes queriendo matar a Polícrates, lo invitó a Sardes. Polícrates acudió pese a los consejos de algunos augures e incluso de su hija, y una vez allí fue hecho asesinar por Oretes.
Tras la caída de la tiranía de Polícrates hacia el 522 a. C., Samos fue gobernada por Meandrio, quien había sido secretario del tirano. Marcando un contraste con el régimen anterior, Meandro instituyó un culto a Zeus Eleuterio («Zeus de la Liberación»). Sin embargo, Silosonte consiguió el apoyo de los persas para obtener el control de la isla. Meandrio huyó de Samos pero su hermano Carilao se enfrentó a los persas. Los persas, comandados por Ótanes, a pesar de que en un principio sufrieron importantes bajas, reaccionaron y masacraron a los samios antes de entregar la isla a Silosonte. Luego ayudaron a repoblar la isla.

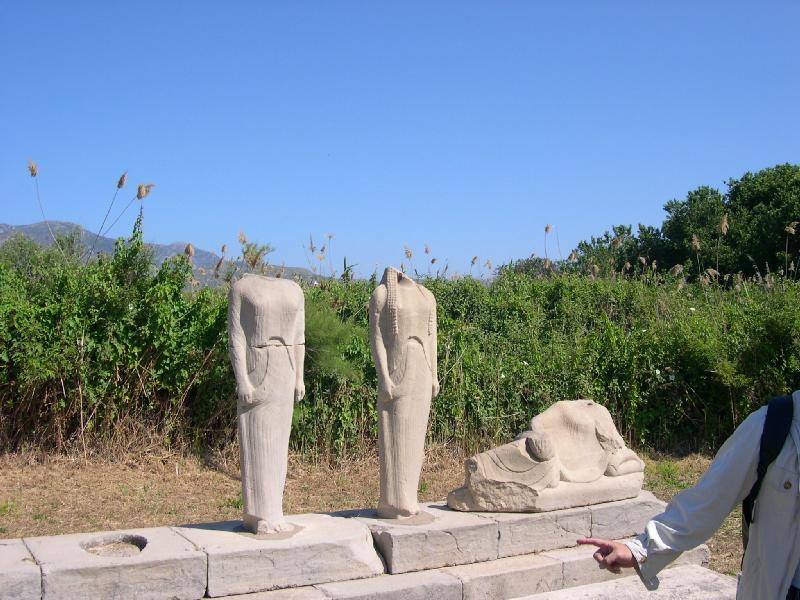
Estatuas próximas al Hereo de Samos.

Ya en el siglo V a. C., Samos tomó parte de la revuelta jónica contra los persas de 499 a. C., llegando a aportar sesenta naves en la batalla de Lade, pero tras el fracaso de la revuelta, la isla pasó a poder de los persas y su flota luchó al lado de estos en las guerras médicas, hasta el año 480 a. C. En la parte final, sin embargo, Samos apoyó a los griegos justo antes de la batalla de Mícala (479 a. C.), y al finalizar la batalla se unió a la Liga de Delos presidida por Atenas.
En 440 a. C., un conflicto enfrentó a Samos y Mileto por la posesión de Priene. Mileto pidió ayuda a Atenas. Pericles intervino con cuarenta naves, impuso la democracia en Samos y dejó allí una guarnición. Pero los oligarcas recuperaron el poder con la ayuda del sátrapa persa de Sardes y entregaron la guarnición ateniense a los persas. Atenas no pudo aceptar esta situación y envió más naves. Tras ocho meses de conflicto, Samos capituló, la ciudad debió entregar su flota, pagar una importante indemnización de guerra y la democracia fue restablecida.
En 412-411 a. C., el jefe del partido democrático de Samos, Alcibíades, encabezó una rebelión contra el gobierno oligárquico de Los Cuatrocientos instalado en Atenas. Del 412 al 402 a. C., estuvo gobernada por una democracia y combatió al lado de Atenas hasta el final de la guerra del Peloponeso.
En el 366/5 a. C., estando Samos en posesión de los persas, los atenienses, comandados por Timoteo, la conquistaron y establecieron en ella una cleruquía. Los samios pasaron 43 años en el exilio y volvieron a la isla en el 322 a. C., en tiempos de Pérdicas.
Después de la muerte de Alejandro Magno en 323 a. C., Samos fue disputada por varios Estados: los Ptolomeos, los seléucidas, el Reino del Ponto, etc.  En 84 a. C., la ciudad fue anexionada a la provincia romana de Asia. Tras la batalla de Actium, en la que derrotó a Marco Antonio y Cleopatra en septiembre de 31 a. C., Augusto, pasó allí el invierno con su flota. Samos volverá a ser libre hasta la época del emperador Vespasiano (69-79), y más tarde formó con Quíos, Cos y Rodas la provincia de las Islas.

### Edad Media
Desde el año 1208, Samos se convierte en un principado, que fue confiado a un príncipe de la familia Paléologo-Cantacuzeno, que era la familia imperial bizantina. La casa real de Samos se convirtió por matrimonio en la familia Kopasis-Paleólogo-Cantacuzeno. Esta familia reinó en el principado de Samos hasta la ocupación otomana de la isla en el siglo XV. A causa de su proximidad con la costa de Asia Menor, Samos fue una de las primeras islas invadidas por el Imperio otomano.

### Edad Moderna
La isla fue íntegramente destruida por un terremoto en 1475, quedando entonces totalmente desierta. Los otomanos emprendieron la repoblación con ayuda de colonos llegados de toda Grecia. Estos colonos dieron a su pueblo el nombre del lugar del que procedían. Es así como se encuentra en Samos una Marathokampos, un Pyrgos o un Vourliotes (pueblo de los llegados de Vourlis).

### Edad Contemporánea
Durante la guerra de Independencia de Grecia (1821-1829), Samos se sublevó bajo la dirección de Licurgo Logotheti y Stamatis, quienes echaron a los turcos de la isla. A pesar de ello, las potencias occidentales eligieron entregar Samos a Turquía.
El sultán otomano nombró primero a los gobernadores turcos (beys) como príncipes de Samos. Para arreglar la situación política de la isla, el sultán otomano restableció en el Principado a un príncipe Kopasi, a fin de que la familia reinante recobrara su trono ocupado desde 1208. En 1912, Themistoklis Sophoulis se adueñó de la isla con un puñado de voluntarios. Expulsaron a los turcos y a los miembros de la familia principesca a Francia, donde estos últimos residían desde casi un siglo. Sofoulis consiguió la incorporación a Grecia en 1913.
Durante la Segunda Guerra Mundial, la isla fue ocupada por Italia entre 1941 y 1943. Los italianos trataron de crear la "provincia di Samo".

## La antigua Samos

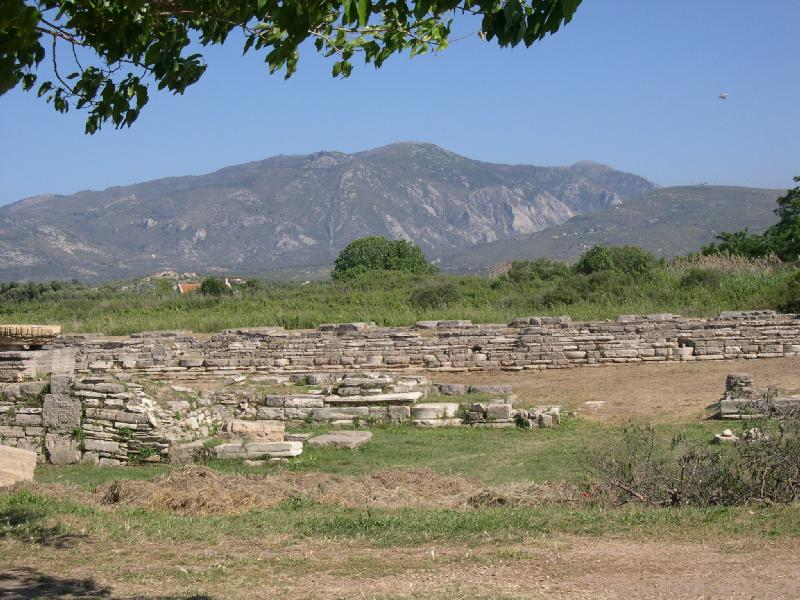
Ruinas de Samos antigua.

La antigua ciudad de Samos estaba situada en la parte suroriental de la isla, a diferencia de la ciudad actual del mismo nombre, que está en la parte nororiental.
La más importante de las llanuras de Samos es la de Kampos Choras, en la costa meridional de la isla, que se curva formando una amplia ensenada. Las orillas bajas y pantanosas favorecían el amarre y el anclaje.

Además de los cañaverales, en el extremo occidental de la llanura se alzaba el santuario de Hera, el Hereo de Samos, uno de los lugares más importantes y ricos de Grecia. Una Vía Sagrada de casi siete kilómetros llevaba del Hereo a la ciudad situada en el borde opuesto de la llanura. 
Durante la época arcaica, Samos fue uno de los centros económica y culturalmente más avanzados de Grecia. La rica aristocracia samia, una clase de propietarios terratenientes, supo sacar provecho de la ventajosa situación geográfica de la isla, dedicándose al comercio marítimo.
Las riquezas adquiridas y la demanda de bienes suntuarios daba trabajo a una clase de artesanos cada vez más numerosa. Precisamente Samos fue uno de los principales centros de la creación del estilo jonio, el lenguaje artístico internacional del siglo VI a. C. Entre los artistas samios destacó Teodoro, escultor y broncista.
Durante la época helenística y romana, definitivamente disminuido el papel de Grecia, superados ya los tiempos de la estructura económica y política de la polis, Samos no era más que una próspera ciudad, pero de segundo orden.

## Construcciones

### El puerto
Bajo Polícrates (r. 540-522 a. C.), el puerto, denominado Pitagoreo, fue dotado de instalaciones apropiadas al papel que había adquirido en la economía de la isla, basada en las relaciones comerciales y en la piratería. La dársena fue cerrada por dos muelles unidos a las murallas que rodeaban la ciudad. La escollera, bordeando el puerto, se levantaba en el mar, con una profundidad que alcanzaba 35,5 metros y cuya longitud era superior a 355 metros.
El puerto era el centro de la actividad económica y militar de Samos: abierto al sur, había sido protegido en dicho lado por el largo malecón mencionado por Heródoto, probablemente a iniciativa de Polícrates.
Todo esto resultaba aún parcialmente visible en el siglo XIX, cuando Franz Humman (1862) hizo reedificar el muelle grande sobre el mismo trazado del antiguo, utilizando, al menos parcialmente, las ruinas.
El puerto moderno de Pithagorio, con sus dos pequeños muelles y un largo brazo que se extiende al sur del Kastro en dirección a Mícala, fue construido en el siglo XIX sobre las ruinas del antiguo.

### La muralla de Samos
La muralla de Samos, de bloques rectangulares y poligonales, encerraba a lo largo de 6,7 km la ciudad y el puerto en un mismo perímetro defensivo. La meridional tenía 370 m de largo. La muralla de Samos, de la que todavía se ven buenos tramos en lo alto del Ampelos y en Kastelli, rodeaba por motivos estratégicos las cimas de las dos colinas. La primera fase, de época anterior a Polícrates (la muralla existía ya en época del ataque espartano a Polícrates en 524 a. C.), posee un alto zócalo de grandes bloques poligonales y debía tener la parte superior de adobes. Es de suponer que la superficie encerrada por la muralla nunca estuvo totalmente urbanizada. No obstante, en época del emperador romano Augusto (r. 27 a. C.-14 d. C.) debía encaramarse por las primeras pendientes de las colinas. Polícrates mandó excavar en los puntos más expuestos de las fortificaciones un gran foso, hallado por los arqueólogos. Se hizo una reconstrucción parcial de la muralla con sillares a finales del siglo IV a. C.

### El Hereo de Samos
El templo de Hera de Samos o Hereo, situado a unos seis kilómetros al suroeste de la ciudad de Samos, era el lugar de culto más importante de la isla; de hecho existía la tradición de que la diosa Hera había nacido allí, bajo una mimbrera. También había una tradición que decía que el Hereo había sido fundado por los argonautas, que habrían traído la imagen de la diosa desde Argos. Otra tradición narraba que la estatua de Hera había sido realizada por Esmilis, un personaje legendario de la época de Dédalo. En cuanto al primer arquitecto del templo, Heródoto dice que fue un samio llamado Reco aunque Vitrubio indica que el arquitecto fue Teodoro.
En el siglo VI a. C., Polícrates comenzó la reconstrucción del gran templo de Hera, que poco tiempo antes había sido destruido por un incendio. El nuevo edificio tenía un planteamiento todavía más imponente, pero no fue nunca completado.

### El Túnel de Eupalino
Una de las obras más brillantes de los samios fue un túnel cuya construcción se atribuye a Eupalino de Megara. El túnel tenía por objeto asegurar el aprovisionamiento de agua, que procedía de una fuente situada en la ladera norte del monte Ampelos (restos de los conductos que encauzaban el agua se han hallado cerca de la fuente y en el túnel); y asimismo asegurar una salida secreta de la ciudad en caso de necesidad.
Según una estimación moderna, las obras debieron de durar unos quince años, por lo que es probable que fueran comenzadas en tiempos de Éaces, el padre de Polícrates.
La obra, que en la actualidad se encuentra hundida en algunas zonas, hay que situarla entre los ejemplos de obras públicas promovidas por los tiranos de las ciudades griegas, que se rodeaban de una élite de literatos, arquitectos, artistas, etc., para dar más esplendor a sus cortes.

### La acrópolis
La acrópolis antigua era la colina del Kastro, la más baja. La altura que domina el puerto debe su nombre a la fortaleza, hoy solamente unas ruinas pintorescas construida entre 1822 y 1824, durante la guerra de independencia de Grecia, sobre una ciudadela anterior de época bizantina. La acrópolis bañada al sur por el mar, tenía a sus espaldas el ágora, situada asimismo en las cercanías del puerto.

## Personas destacadas
Entre los personajes históricos más destacados que procedían de Samos, figuran:
- Teodoro (siglos VII-VI a. C.), arquitecto, escultor e inventor.
- Pitágoras (siglos VI-V a. C.), filósofo y matemático.
- Polícrates (siglo V a. C.), gobernante.
- Epicuro (c.341-270 a. C.), filósofo.
- Aristarco (c.310 - 230 a. C.), astrónomo y matemático.